# Antony (teatro)

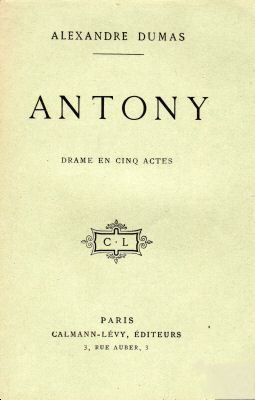
Portada de la edición original en francés.

Antony es una obra de teatro en prosa en cinco actos, escrita por Alejandro Dumas (padre), en 1831. Muchos afirman que Dumas se inspiró en una de sus pasiones personales para escribir este drama. En sus Memorias dice sobre ella: "...Antony no es un drama, Antony no es una tragedia, Antony no es una obra teatral; Antony es una escena de amor, celos y cólera, en cinco actos..."
Su estreno fue el 3 de mayo de 1831 en el Teatro Puerta de San Martín de París.

## Argumento
Adela de Hervey recibe una carta de Antony, su antiguo amante, después de mucho tiempo sin tener noticias de él y cuando ya ella estaba casada y con una hija. Antony es un joven inteligente, rico y de gran belleza física; pero el hecho de ser un hijo ilegítimo lo aparta de la sociedad parisiense. 
Adela busca la estabilidad en un matrimonio de conveniencia, pero no puede dejar atrás su verdadera pasión por Antony, que no es aceptado en su sociedad. Ambos se niegan a aceptar esa realidad que los separa. Aunque Adela trata por todos los medios de evitarlo, ella se ve envuelta en un accidente, en donde es salvada por él, poniendo en peligro su vida.
Después se produce la lucha entre sus deseos contra sus obligaciones de esposa y madre.
Antony le propone escapar; Adela le propone la muerte de ambos, pero en la escena final llega el esposo y se desencadena una tragedia.